# Zygmunt Boglewski
Zygmunt Teodor Jan Boglewski, ps. „Jelitczyk”, (ur. 1 kwietnia 1897 w Kielcach, zm. 15 lipca 1943 w Murnau am Staffelsee) – major piechoty Wojska Polskiego, kawaler Orderu Virtuti Militari.

## Życiorys
Urodził się w rodzinie Antoniego i Marii z d. Szymańska. Uczeń gimnazjum w Piotrkowie Trybunalskim. Od 16 sierpnia 1915 w składzie Legionów Polskich, zwolniony w grudniu w celu ukończenia gimnazjum. Należał do POW w Częstochowie, gdzie pełnił m.in. funkcję dowódcy plutonu. Następnie w składzie 1 kompanii 5 pułku piechoty Legionów do momentu kryzysu przysięgowego w 1917. Zdecydował się na dalszą służbę w Polskiej Sile Zbrojnej. Od 1 lutego do 18 lipca 1918 był uczniem klasy „B” w Szkole Podchorążych w Ostrowi. W stopniu podporucznika służył w 9 pułku piechoty podczas trwającej wojny polsko–bolszewickiej.
1 grudnia 1924 został mianowany kapitanem ze starszeństwem z 15 sierpnia 1924 i 279. lokatą w korpusie oficerów piechoty. 17 grudnia 1931 został mianowany majorem ze starszeństwem z 1 stycznia 1932 i 39. lokatą w korpusie oficerów piechoty. W marcu 1932 został przeniesiony z 9 pp Leg. do 52 pułku piechoty w Złoczowie na stanowisko dowódcy I batalionu. Z dniem 29 lutego 1936 został przeniesiony w stan spoczynku.
W czasie kampanii wrześniowej 1939 dowodził kompanią ckm batalionu „Wilk” majora Adama Wilczyńskiego. Dostał się do niemieckiej niewoli. Przebywał w Oflagu VII A Murnau. Tam zmarł 15 lipca 1943 i został pochowany na cmentarzu Friedhof Murnau. Jego grób symboliczny znajduje się na cmentarzu Powązkowskim (kwatera 28 wprost-1-25,26).

## Ordery i odznaczenia
- Krzyż Srebrny Orderu Wojskowego Virtuti Militari nr 455[1]
- Krzyż Walecznych (dwukrotnie)[1]
- Medal Niepodległości (5 sierpnia 1937)[11][1]
- Srebrny Krzyż Zasługi (10 listopada 1928)[12][13]
- Medal Pamiątkowy za Wojnę 1918–1921[13]
- Medal Dziesięciolecia Odzyskanej Niepodległości[13]
- Medal 10 Rocznicy Wojny Niepodległościowej (Łotwa, 1929)[14]